# 2013年ロシアでの中国製アイロン等からのスパイチップ発見
2013年ロシアでの中国製アイロン等からのスパイチップ発見は、ロシアのサンクトペテルブルク税関にて、中国製アイロンからスパイチップが発見された事象。これらに電源を入れるとWi-Fi経由でパーソナルコンピュータに不正接続し、マルウェアを送り込んでコンピューターに感染させる。感染したコンピュータはインターネット回線を経由して外部と通信しようとするもの。

## 概要
地元の通信社Rosbaltが2013年10月22日に伝え、英国放送協会などが報じたことで世界的に知られるようになった。
Rosbaltの報道によれば、アイロン以外にも電気ケトルや偽iPhoneなどからも発見されており、アイロンは半径200メートル、偽iPhoneは50～70メートル半径の「暗号化されていないWi-Fi接続」に侵入を試みる性能があったと伝えられる。書類上の重量と実際の重量に僅かな誤差がある事から発覚した。rosbalt社による記者会見では、グラム単位でのチェックがこの地域では行われている事を説明している。ロシアではテレビでも報じられており、一部YouTubeにアップされている。これらの報道によれば、多くのネットワーク管理者は、たとえ熟練していてもこの様な内部からの不正アクセスを発見する事は、困難であるとの取材証言を報じている。
ロシアのテレビ局Vestiは、出荷停止に伴う小売業者の損失を報じているが、被害総額は明らかになっていない。少数ながら水際での阻止に失敗し、一部(30点ほど)が市場に流通してしまった。他の地域における、これらの流通が起きているかどうかは不明と伝える。
サンクトペテルブルクではあまり知られていないがロシア内のIT拠点としてインテルやトヨタ自動車などの開発拠点や企業の研究拠点が存在する。また、サンクトペテルブルクでは無料の（暗号化されていない）Wi-Fiアクセスポイントが多数ある。Rosbalt社での記者会見では、ホテルでの利用が多い商品である事から、ホテル狙いではないかとの推測が出ているものの、犯行の動機・目的・犯人等は一切不明のままである。